# Srivijaya

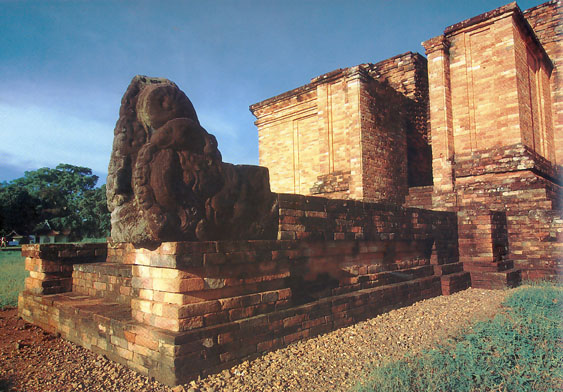
Candi Gumpung, templo budista en Muaro Jambi del Reino Melayu, posteriormente integrada como uno de los importantes centros urbanos de Srivijaya.

Srivijaya (también escrito Sri Vijaya; en indonesio: Sriwijaya; en tailandés: ศรี วิชัย o Sri Wichay; LBTR: Siwichai) era un poderoso  imperio talasocrático centrado en la isla de Sumatra, en la actual Indonesia, que influyó en gran parte del sudeste de Asia. La primera prueba sólida de las fechas de su existencia desde el siglo VII, corresponde a un monje chino, I-Tsing, quien escribió que visitó Srivijaya en el 671 durante 6 meses. También está la inscripción de la palabra Srivijaya de Bukit Kedukan, alrededor de Palembang, en Sumatra, de 683. 
El reino dejó de existir en el siglo XIII debido a varios factores, incluyendo la expansión del Imperio javanés Majapahit. Fue Srivijaya un importante centro para la expansión del budismo entre el siglo VIII y el XII. En sánscrito, Sri (श्री) significa: afortunada, "próspero o feliz y Vijaya (विजय) significa victoria o excelencia.
Después de que Srivijaya cayera, quedó en el olvido en gran medida y los historiadores ni siquiera habían considerado que un gran reino unido estuvo presente en el Sudeste Asiático. La existencia de Srivijaya fue recuperada de nuevo en el año 1918, cuando el historiador francés George Coedes de la Escuela Francesa de Extremo-Oriente postuló su existencia. La fotografía aérea tomada en 1984 reveló los restos de antiguos canales artificiales, fosos, estanques y las islas artificiales en Karanganyar (Palembang) sugieren la ubicación del centro urbano de Srivijaya. Varios artefactos tales como fragmentos de inscripciones, estatuas budistas, abalorios y cerámica (local y china) fueron encontrados, lo que confirmó que el área era una zona de alta densidad de población. En 1993, Pierre-Yves Manguin había demostrado que el centro de Srivijaya estaba situado a lo largo del río Musi entre Bukit Seguntang y Sabokingking (situado en lo que ahora es Palembang, Sumatra del Sur, Indonesia).

## Historia

### Formación y crecimiento

#### Siddhayatra
Alrededor del año 500, las raíces del imperio de Srivijaya comenzaron a desarrollarse alrededor del actual Palembang, Sumatra. La inscripción Kedukan Bukit (683), descubierta a orillas del río Tatang, cerca del sitio Karanganyar, menciona que el imperio Srivijaya fue fundado por Dapunta Hyang Sri Jayanasa y su séquito. Este se había embarcado en un viaje sagrado siddhayatra, y llevó a 20,000 soldados y 312 personas en botes de 1312 pies con soldados que procedían desde Minanga Tamwan a Jambi y Palembang.
De las inscripciones en sánscrito, es notable que Dapunta Hyang Sri Jayanasa lanzó una campaña marítima en 684 con 20,000 hombres en el viaje siddhayatra para adquirir riqueza, poder y "poderes mágicos". Bajo el liderazgo de Dapunta Hyang Sri Jayanasa, el Reino de Melayu se convirtió en el primer reino en integrarse en Srivijaya. Esto posiblemente ocurrió en los 680s. Melayu, también conocido como Jambi, era rico en oro y tenía gran estima en ese momento. Srivijaya reconoció que la sumisión de Melayu aumentaría su propio prestigio.
El imperio se organizó en tres zonas principales: la región de la capital centrada en Palembang, la cuenca del río Musi que sirvió como zona de influencia, y las zonas estuarinas rivales capaces de formar centros de poder rivales. Las áreas aguas arriba del río Musi eran ricas en diversos productos de valor para los comerciantes chinos. La capital era administrada directamente por el rey, mientras que el interior lo era bajo sus propios jefes tribales o datus, que fueron organizados mediante una red de alianzas con el maharajá Srivijaya o rey. La fuerza fue el elemento dominante en las relaciones del imperio con los sistemas de ríos rivales como el río Batang Hari, centrado en Jambi.
La inscripción Telaga Batu, descubierta en Sabokingking, al este de Palembang, también es una inscripción siddhayatra. Es muy posible que esta inscripción del siglo VII se haya utilizado en algún tipo de ritual de juramento. La parte superior de la piedra está adornada con siete cabezas de nāga, y en la parte inferior, hay algún tipo de salida de agua para canalizar el líquido que probablemente se vertió sobre la piedra durante un ritual ceremonial de lealtad. El ritual demuestra el uso de la maldición en el ritual sumpah (lealtad) para aquellos que cometen traición contra Kadatuan Srivijaya.
La inscripción de Talang Tuwo, es también una inscripción siddhayatra. Descubierta en Bukit Seguntang, al oeste de Palembang, esta inscripción habla sobre el establecimiento del abundante jardín Śrīksetra dotado por el rey Jayanasa de Srivijaya, para el bienestar de todas las criaturas.: 82–83   Es altamente posible que el sitio actual de Bukit Seguntang fuera la ubicación del jardín Śrīksetra de Srivijaya.

#### Conquistas regionales
Según la inscripción Kota Kapur descubierta en la isla de Bangka, el imperio conquistó la mayor parte del sur de Sumatra y la isla vecina de Bangka, hasta Palas Pasemah en Lampung. Además, según las inscripciones, Dapunta Hyang Sri Jayanasa lanzó una campaña militar contra Java a fines del siglo VII, un período que coincidió con el declive de Tarumanagara en Java Occidental y Kalingga en Java Central. Así, el imperio creció para controlar el comercio en el Estrecho de Malaca, el Estrecho de Sunda, el Mar de China Meridional, el Mar de Java y el Estrecho de Karimata.
Los registros chinos que datan de finales del siglo VII mencionan que dos reinos de Sumatra y otros tres reinos en Java son parte de Srivijaya. A finales del siglo VIII, muchos reinos de Java occidental, como Tarumanagara y Kalingga, estaban dentro de la esfera de influencia de Srivijaya.

### Edad de oro
La inscripción de Sojomerto del siglo VII menciona que una familia shivaísta de habla malaya liderada por Dapunta Selendra, se había establecido en el área de Batang, en la costa norte de Java Central. Posiblemente fue el progenitor de la familia Sailendra. A principios del siglo VIII, una influyente familia budista relacionada con Srivijaya dominaba Java Central. La familia era la Sailendra. Los Sailendra eran de origen javanés. El linaje gobernante de Srivijaya se unió con estos gobernantes de Java Central.

#### Conquista de la península malaya
Durante el mismo siglo, Langkasuka en la península malaya se convirtió en parte de Srivijaya. Poco después, Pan Pan y Tambralinga, que estaban ubicados al norte de Langkasuka, quedaron bajo la influencia del imperio. Estos reinos en la península eran las principales naciones comerciales que transportaban mercancías a través del istmo de la península.
La inscripción de Ligor en Vat Sema Muang menciona que el marajá de Srivijaya, Dharmasetu, ordenó la construcción de tres santuarios dedicados a Bodhisattvas Padmapani, Vajrapani y Buddha ubicados en el norte de la Península Malaya de Tailandia. La inscripción indica además que Dharmasetu era el jefe de los Sailendras de Java. Esta es la primera instancia de relación conocida existente entre Srivijaya y Sailendra. Con la expansión a Java y la península malaya, Srivijaya controló dos puntos principales de estrangulación comercial en el sudeste asiático; los Estrechos de Malaca y Sunda. Algunas ruinas de templos de Srivijaya son observables en Tailandia y Camboya.
En algún momento a fines del siglo VII, los puertos de Champa en Indochina oriental comenzaron a atraer comerciantes. Esto desvió el flujo de comercio de Srivijaya. En un esfuerzo por desviar el flujo, Dharmasetu, lanzó varias incursiones contra las ciudades costeras de Indochina. La ciudad de Indrapura en el delta del Mekong fue controlada temporalmente desde Palembang a principios del siglo VIII. Los Srivijaya continuaron dominando las áreas alrededor de la Camboya actual hasta que el Rey Jemer Jayavarman II, el fundador del Imperio jemer, cortó el vínculo más tarde en el mismo siglo. En 851 un comerciante árabe llamado Sulaimaan registró un evento acerca de Java, la organización de un ataque por sorpresa contra los jemeres por acercarse a la capital desde el río, después de una travesía marítima de Java. El joven rey de Jemer fue posteriormente castigado por el Maharaja y, posteriormente, el reino se convirtió en vasallo de la dinastía Sailendra.: 35  En 916, un reino javanés invadió el Imperio Jemer, utilizando 1000 buques de "tamaño mediano", lo que resultó en la victoria javanesa. La cabeza del rey jemer fue llevada a Java.: 187–189 

#### Gobierno en Java Central
Los Sailendras de Java establecieron y alimentaron una alianza dinástica con el linaje Srivijaya de Sumatra, y luego establecieron su gobierno y autoridad en el Reino de Java Central de Medang Mataram.
En Java, el sucesor de Dharanindra fue Samaragrawira (r. 800—819), mencionado en la inscripción de Nalanda (con fecha de 860) como el padre de Balaputradewa, y el hijo de Śailendravamsatilaka (la joya de la familia Śailendra) con el nombre estilizado de Śrīviravairimathana (asesino de un enemigo heroico), que se refiere a Dharanindra. A diferencia de su predecesor, el expansivo y guerrero Dharanindra, Samaragrawira parece haber sido un pacifista, disfrutando de una pacífica prosperidad del interior de Java en la llanura de Kedu y estando más interesado en completar el proyecto Borobudur. Nombró al príncipe Jemer Jayavarman como gobernador de Indrapura en el delta del Mekong como vasallo. Más tarde, se comprobó que esta decisión fue un error, ya que Jayavarman se rebeló, trasladó su capital más hacia el interior desde Tonle Sap hasta Mahendraparvata, cortó el vínculo con Srivijaya y proclamó la independencia de Camboya en 802.
Los historiadores anteriores, como NJ Krom y Cœdes, tienden a equiparar a Samaragrawira y Samaratungga como la misma persona. Sin embargo, historiadores posteriores como Slamet Muljana equiparan a Samaratungga con Rakai Garung, mencionado en la inscripción Mantyasih como quinto monarca del reino de Mataram. Esto significaría que Samaratungga fue el sucesor de Samaragrawira.
Dewi Tara, la hija de Dharmasetu, se casó con Samaratunga, un miembro de la familia Sailendra que más tarde asumió el trono de Srivijaya, alrededor de 792. En el siglo VIII, la corte de Srivijaya estaba prácticamente ubicada en Java, cuando el monarca de Sailendra llegó a ser el marajá de Srivijaya.
Después de Dharmasetu, Samaratungga se convirtió en el próximo marajá de Srivijaya. Reinó como gobernante de 792 a 835. A diferencia del expansionista Dharmasetu, Samaratungga no se entregó a la expansión militar, sino que prefirió fortalecer el dominio de Java en Srivijaya. Él personalmente supervisó la construcción del gran monumento de Borobudur; un enorme mandala de piedra, que se completó en 825, durante su reinado. Según Cœdès, "en la segunda mitad del siglo IX, Java y Sumatra se unieron bajo el gobierno de un Sailendra que reina en Java ... su centro en Palembang".: 92  Samaratungga, al igual que Samaragrawira, parece estar profundamente influenciado por las creencias pacíficas budistas de Mahayana y se esfuerza por convertirse en un gobernante pacífico y benevolente. Su sucesor fue la princesa Pramodhawardhani, que estaba comprometida con Shivaite Rakai Pikatan, hijo del influyente Rakai Patapan, un propietario en Java Central. El movimiento político parece ser un esfuerzo por asegurar la paz y el gobierno de Sailendra en Java al reconciliar al Mahayana Budhista con los Shivaistas Hindus.

#### Retorno a Palembang
Sin embargo, el príncipe Balaputra se opuso al gobierno de Pikatan y Pramodhawardhani en Java Central. Las relaciones entre Balaputra y Pramodhawardhani son interpretadas de manera diferente por algunos historiadores. Según Bosch y De Casparis, la teoría más antigua sostiene que Balaputra era hijo de Samaratungga, lo que significa que era el hermano menor de Pramodhawardhani. Otros historiadores posteriores, como Muljana, argumentaron que Balaputra era hijo de Samaragrawira y hermano menor de Samaratungga, lo que significa que era el tío de Pramodhawardhani.
No se sabe si Balaputra fue expulsado de Java Central debido a una disputa por la sucesión con Pikatan, o si ya estaba gobernado en Suvarnadvipa (Sumatra). De cualquier manera, parece que Balaputra finalmente gobernó la rama de Sumatra de la dinastía Sailendra y entronizó en la capital de Srivijaya, Palembang. Los historiadores argumentaron que esto se debía a que la madre de Balaputra: Tara, la reina consorte del rey Samaragrawira, era la princesa de Srivijaya, lo que hacía de Balaputra el heredero del trono de Srivijaya. Balaputra, declaró más tarde su reclamo como el legítimo heredero de la dinastía Sailendra de Java, como se proclamó en la inscripción de Nalanda de 860.: 108 
Después de la interrupción del comercio en Cantón entre 820 y 850, el gobernante de Jambi (Reino Melayu) pudo afirmar la independencia suficiente para enviar misiones a China en 853 y 871.: 95  La independencia del reino Melayu coincidió con los tiempos difíciles cuando el Sailendra Balaputradewa, fue expulsado de Java y, más tarde, tomó el trono de Srivijaya. El nuevo marajá pudo enviar una misión tributaria a China en 902. Dos años después, la Dinastía Tang expiró y le otorgó un título a un enviado de Srivijaya.
En la primera mitad del siglo X, entre la caída de la dinastía Tang y el surgimiento de los Song, hubo un intenso comercio entre el mundo de ultramar con el reino de Fujian de Min y el rico reino de Nan Han de Guangdong. Srivijaya, sin duda, se benefició de esto. Alrededor de 903, el escritor musulmán Ibn Rustah quedó tan impresionado con la riqueza del gobernante de Srivijaya que declaró que no se oiría hablar de un rey que fuera más rico, más fuerte o que tuviera más ingresos. Los principales centros urbanos de Srivijaya estaban entonces en Palembang (especialmente el sitio Karanganyar cerca del área de Bukit Seguntang), Muara Jambi y Kedah.

#### Exploración de Srivijaya
El núcleo del reino de Srivijaya se concentró principalmente en y alrededor de los estrechos de Malacca y Sunda; en Sumatra, la península malaya y java occidental. Sin embargo, entre los siglos IX y XII, la influencia de Srivijaya parece extenderse mucho más allá de su ámbito central. Los navegantes, marineros y comerciantes de Srivijaya parecen estar involucrados en un extenso comercio y exploración, que llegó a las costas de Borneo,, al archipiélago de Filipinas, a Indonesia oriental, a la costa de Indochina, a la Bahía de Bengala y al Océano Índico, hasta Madagascar.
La migración a Madagascar se aceleró en el siglo IX cuando Srivijaya controlaba gran parte del comercio marítimo en el Océano Índico. Se estima que la migración a Madagascar tuvo lugar hace 1200 años, alrededor de 830 d C. Según un extenso estudio de ADN mitocondrial, las personas malgaches nativas de hoy en día pueden rastrear su herencia a las 30 madres fundadoras que navegaron desde Indonesia hace 1200 años. El malgache contiene palabras tomadas del sánscrito, con todas las modificaciones lingüísticas locales a través del javanés o el malayo, insinuación de que Madagascar puede haber sido colonizada por colonos de Srivijaya. En ese momento, Srivijaya estaba expandiendo su red de comercio marítimo.
La influencia del imperio llegó a Manila en el siglo X. Un reino bajo su esfera de influencia ya se había establecido allí. El descubrimiento de la estatua dorada de Tara en Agusan del Sur, también la Kinnara dorada de Butuan, Mindanao Noreste, en Filipinas, sugiere el antiguo vínculo entre las antiguas Filipinas y el imperio de Srivijaya. Tara y Kinnara son figuras importantes o deidades en las creencias budistas de Mahayana. La comunidad religiosa budista Mahayana-Vajrayana es interesante, es posible que las antiguas Filipinas hayan adquirido sus creencias Mahayana-Vajrayana de la influencia de Srivijaya en Sumatra.
La fuente árabe del siglo X, Ajayeb al-Hind (Maravillas de la India) da cuenta de la invasión en África, probablemente por parte de los malayos de Srivijaya,: 39  en 945-946. Llegaron a la costa de Tanganyika y Mozambique con 1000 barcos e intentaron tomar la ciudadela de Qanbaloh, aunque finalmente fracasaron. La razón del ataque es porque ese lugar tenía bienes adecuados para su país y para China, como marfil, conchas de tortuga, pieles de pantera y ámbar gris, y también porque querían esclavos negros de los bantúes (llamados Zeng o Zenj por los malayos, Jenggi por los Javaneses) que eran fuertes y buenos esclavos.: 110 
En el siglo XII, el reino incluía partes de Sumatra, la península malaya, Java occidental, Borneo y Filipinas, especialmente el archipiélago de Sulu y las islas Visayas (algunos historiadores creen que el nombre 'Visayas' se deriva de imperio).

#### Guerra contra Java
En el siglo X, la rivalidad entre Srivijaya y el reino javanés de Medang se hizo más intensa y hostil. La animosidad probablemente fue causada por el esfuerzo de Srivijaya por reclamar las tierras Sailendra en Java o por la aspiración de Medang de desafiar la dominación de Srivijaya en la región. En Java Oriental, la inscripción de Anjukladang data de 937, menciona el ataque de infiltración de Malayu, que se refiere a un ataque de Srivijaya en el Reino de Java Oriental de Medang. Los aldeanos de Anjuk Ladang fueron premiados por su servicio y mérito en asistir al ejército del rey; bajo el liderazgo de Mpu Sindok, por repeler las fuerzas invasoras de Malayu (Sumatra), posteriormente se erigió un jayastambha (monumento de la victoria) en su honor.
En 990, el rey Dharmawangsa de Java lanzó una invasión naval contra Srivijaya e intentó capturar la capital Palembang. La noticia de la invasión javanesa de Srivijaya se registró en las fuentes del período de la dinastía Song. En 988, un emisario de Srivijaya fue enviado a la corte china en Guangzhou. Después de pasar unos dos años en China, el enviado se enteró de que She-po (Java) había atacado a su país, por lo que no pudo regresar a casa. En 992, el enviado de She-po (Java) llegó a la corte china y explicó que su país se ha involucrado en una guerra continua con San-fo-qi.(Srivijaya). En 999, el enviado de Srivijaya navegó de China a Champa en un intento de regresar a casa, sin embargo, no recibió noticias sobre la condición de su país. El enviado de Srivijaya luego navegó de regreso a China y solicitó al Emperador chino la protección de Srivijaya contra los invasores javaneses.: 229 
La invasión de Dharmawangsa llevó al marajá de Srivijaya, Sri Cudamani Warmadewa a buscar protección en China. Sri Cudamani Warmadewa se probó como un gobernante hábil y astuto, con habilidades diplomáticas astutas. En medio de la crisis provocada por la invasión javanesa, consiguió el apoyo político de China apaciguando al emperador chino. En 1003, un registro histórico de Song informó que el rey Shi-li-zhu-luo-wu-ni-fo-ma-tiao-hua envió al emisario de San-fo-qi (Sri Cudamani Warmadewa). El enviado de Srivijaya dijo a la corte china que en su país se había erigido un templo budista para orar por la larga vida del emperador chino, por lo que le pidió al emperador que le diera el nombre y la campana de este templo que fue construido en su honor. Regocijado, el emperador chino llamó al templo Ch'eng-t'en-wan-shou ('diez mil años de recibir la bendición del cielo, que es China) y una campana fue inmediatamente enviada a Srivijaya para ser instalada en el templo.: 6 
En 1006, la alianza de Srivijaya demostró su resistencia al repeler con éxito la invasión javanesa. La invasión finalmente no tiene éxito. Este ataque ha abierto los ojos del marajá de lo peligroso que podría ser el Reino Medang de Java, y además de contemplarlo, planteó pacientemente un plan y un esfuerzo para destruir a su enemigo de Java. En represalia, Srivijaya ayudó a Haji (rey) Wurawari de Lwaram a rebelarse, lo que condujo al ataque y la destrucción del palacio de Medang. Este repentino e inesperado ataque tuvo lugar durante la ceremonia de boda de la hija de Dharmawangsa, que dejó a la corte desprevenida y sorprendida. Con la muerte de Dharmawangsa y la caída de la capital de Medang, Srivijaya contribuyó al colapso del reino, dejando a Java Oriental en más disturbios, violencia y, en última instancia.: 130, 132, 141, 144 

### Declive y caída

#### Invasión Chola
Los factores que contribuyen al declive de Srivijaya son la piratería extranjera y las correrías que interrumpieron el comercio y la seguridad en la región. Atraído por la riqueza de Srivijaya, Rajendra Chola, el rey Chola de Tamil Nadu en el sur de la India, lanzó incursiones navales en los puertos de Srivijaya y conquistó Kadaram (Kedah moderno) en 1025.: 142–143  Los Cholas son conocidos por haber beneficiado tanto la piratería como el comercio exterior. Una inscripción del rey Rajendra afirma que había capturado al rey de Kadaram, Sangrama Vijayatunggavarman, y que había saqueado una gran cantidad de tesoros, incluido el Vidhyadara-torana, que era la enjoyada "puerta de guerra" de Srivijaya, adornada con gran esplendor.
Con el marajá Sangrama Vijayottunggavarman encarcelado y la mayoría de sus ciudades destruidas, el mandala Srivijaya sin líderes entró en un período de caos y confusión. La invasión marcó el final del reinado de la dinastía Sailendra de Srivijaya. Según los anales malayos del siglo XV, Sejarah Melayu, Rajendra Chola I, después de la exitosa incursión naval en 1025, se casó con Onang Kiu, la hija de Vijayottunggavarman. Esta invasión obligó a Srivijaya a hacer las paces con el reino javanés de Kahuripan. El acuerdo de paz fue negociado por la hija exiliada de Vijayottunggavarman, que logró escapar de la destrucción de Palembang, y llegó a la corte del rey Airlangga en Java Oriental. También se convirtió en la reina consorte de Airlangga llamada Dharmaprasadottungadadi y en 1035, Airlangga construyó un monasterio budista llamado Srivijayasrama dedicado a su reina consorte.: 163 
Los Cholas continuaron lanzando redadas y conquistas a partes de Sumatra y la Península Malaya durante los próximos 20 años. La expedición de Rajendra Chola I tuvo una impresión tan duradera en el pueblo malayo de la época en que incluso se menciona su nombre (en forma corrompida como Raja Chulan) en la crónica medieval malaya, Sejarah Melayu (Anales malayos). Incluso hoy en día se recuerda la regla de Chola en Malasia, ya que muchos príncipes de Malasia tienen nombres que terminan con Cholan o Chulan, uno de ellos era el Raja de Perak llamado Raja Chulan. Este evento marcó la desaparición del Imperio y un giro brusco para el control de las rutas comerciales. Durante el siglo siguiente, las empresas comerciales tamiles del sur de la India dominaron la región del Estrecho, aunque la dominación fue más débil que el control del Imperio Srivijaya.
Las expediciones al rey Rajendra Chola en el extranjero contra Srivijaya fueron un evento único en la historia de la India y sus relaciones pacíficas con los estados del sudeste asiático. Las razones de las expediciones navales son inciertas, ya que las fuentes guardan silencio sobre sus causas exactas. Nilakanta Sastri sugiere que los ataques probablemente fueron causados por los intentos de Srivijaya de poner obstáculos en el camino del comercio de Chola con el Este o, más probablemente, un simple deseo por parte del Rey Rajendra Chola de extender sus victorias militares. Se debilitó gravemente la hegemonía de Srivijaya y permitió la formación de reinos regionales como Kediri, que se basaban en la agricultura intensiva en lugar del comercio costero y de larga distancia. Con el paso del tiempo, el centro comercial regional cambió de la antigua capital de Srivijayan, Palembang, a otro centro comercial en la isla de Sumatra, Jambi, que era el centro de Malayu.
Aunque los Cholas no establecieron una regla directa sobre la corte de Srivijaya, los nobles de Chola fueron aceptados gentilmente en esta. En 1067, un príncipe Chola llamado Divakara o Devakala fue enviado como embajador de Srivijaya a la Corte Imperial de China. El príncipe que era sobrino de Rajendra Chola más tarde fue entronizado en 1070 como Kulothunga Chola I. La derrota humillante del marajá contra la invasión extranjera, expuso las debilidades y la torpeza de su modelo de lealtad y alianza. Ante las políticas regionales desilusionadoras, Kedah fue la primera que se rebeló contra la autoridad central de Srivijaya. Como respuesta, solicitó la ayuda de Chola para castigar y reprimir la rebelión. En 1068, Virarajendra Chola lanzó una incursión naval para ayudar a Srivijaya a reclamar Kedah. Virarajendra restableció al rey Kedah a petición del marajá y Kedah aceptó nuevamente su soberanía. Después de esto, el gobernante Chola Kulothunga Chola I se convirtió en el gobernante de Srivijaya que se menciona en las crónicas de los Song. Este evento peculiar y la extraña dinámica entre Srivijaya y su antigua némesis, los Cholas, confundieron a la corte china, que en su informe pensó erróneamente que los Chola eran vasallos de Srivijaya.

#### Rivalidades internas y externas
Entre 1079 y 1088, los registros chinos muestran que Srivijaya envió embajadores de Jambi y Palembang. En 1079 en particular, un embajador de Jambi y Palembang visitó China cada uno. Jambi envió dos embajadores más a China en 1082 y 1088. Eso sugeriría que el centro de Srivijaya cambiaba frecuentemente entre las dos ciudades principales durante ese período. Las expediciones de Chola, así como las cambiantes rutas comerciales, debilitaron a Palembang, permitiendo a Jambi tomar el liderazgo de Srivijaya a partir del siglo XI en adelante.
En el siglo XII, una nueva dinastía llamada Mauli se alzó como la máxima de Srivijaya. La primera referencia a la nueva dinastía se encontró en la inscripción de Grahi de 1183 descubierta en Chaiya (Grahi), en la península malaya del sur de Tailandia. La inscripción lleva la orden del marajá Srimat Trailokyaraja Maulibhusana Warmadewa al bhupati (regente) de Grahi llamado Mahasenapati Galanai para hacer una estatua de Buda de con el valor de 10 tamlin de oro. El artista responsable de la creación de la estatua es Mraten Sri Nano.
Según el libro de la dinastía china Song Zhu Fan Zhi, escrito alrededor de 1225 por Zhao Rugua, los dos reinos más poderosos y ricos del Sudeste Asiático eran Srivijaya y Java (Kediri), con la parte occidental (Sumatra, península malaya y Java occidental/Sunda) bajo el gobierno de Srivijaya y la parte oriental bajo el dominio de Kediri. Dice que las personas en Java siguieron dos tipos de religiones, a saber, el budismo y la religión de los brahmanes (hinduismo), mientras que la gente de Srivijaya siguió al budismo. El libro describe a la gente de Java como valiente, de mal genio y dispuesta a luchar. También señala que sus pasatiempos favoritos eran las peleas de gallos y las peleas de cerdos. La moneda utilizada se hacía a partir de una mezcla de cobre, plata y estaño.
Srivijaya siguió siendo una formidable potencia marítima hasta el siglo XIII. Según Cœdès, a fines del siglo XIII, el imperio "había dejado de existir ... debido a la presión simultánea en sus dos flancos de Siam y Java".: 204, 243 

#### Presión javanesa
En el siglo XIII, el imperio Singhasari, el estado sucesor de Kediri en Java, se alzó como una potencia regional en el sudeste de Asia. En el año 1275, el ambicioso y capaz rey Kertanegara, el quinto monarca de Singhasari que reinaba desde 1254, lanzó una campaña naval hacia el norte hacia los restos del mandala de Srivijaya.: 198  El más fuerte de estos reinos malayos fue Jambi, que capturó la capital de Srivijaya en 1088, luego el reino de Dharmasraya, y el reino de Temasek de Singapur, y luego los territorios restantes. En 1288, las fuerzas de Kertanegara conquistaron gran parte de Melayu, los estados que incluyen Palembang, Jambi y gran parte de Srivijaya durante la expedición de Pamalayu. La inscripción Padang Roco descubierta en 1911 cerca de la fuente del río Batang Hari, Padangroco, fechada en 1208 Saka (1286), dice que bajo la orden del rey Kertanegara de Singhasari, una estatua de Amoghapasa Lokeshvara fue transportada desde Bhumijawa (Java) a Suvarnabhumi (Sumatra) para ser erigida en Dharmasraya. Este regalo alegro a la gente de Suvarnabhumi, especialmente a su rey Tribhuwanaraja.
En el año 1293, el imperio de Majapahit, el estado sucesor de Singhasari, gobernó gran parte de Sumatra. El Príncipe Adityawarman recibió el poder sobre Sumatra en 1347 por Tribhuwana Wijayatunggadewi, el tercer monarca de Majapahit. Una rebelión estalló en 1377 y fue aplastada por Majapahit, pero dejó el área del sur de Sumatra en el caos y la desolación.
En los años siguientes, la sedimentación en el estuario del río Musi cortó la capital del reino del acceso directo al mar. Esta desventaja estratégica paralizó el comercio en la capital del reino. A medida que el declive continuó, el Islam se extendió en la región de Aceh en Sumatra, extendiéndose a través de contactos con comerciantes árabes e indios. A finales del siglo XIII, el reino de Pasai, en el norte de Sumatra, se convirtió al islam. Al mismo tiempo, las tierras de Srivijaya en la península malaya (ahora sur de Tailandia) fueron brevemente un estado tributario del Imperio jemer y luego el reino de Sukhothai. La última inscripción, en la que se menciona a un príncipe heredero, Ananggavarman, hijo de Adityawarman, data de 1374.

#### Últimos esfuerzos de avivamiento
Después de décadas de dominación javanesa, los gobernantes de Sumatra hicieron varios de sus últimos esfuerzos para revivir el antiguo prestigio y la fortuna de Srivijaya. Según los Anales malayos, un nuevo gobernante llamado Sang Sapurba fue promovido como el nuevo supremo de Srivijaya. Se dijo que después de su acceso a la colina de Seguntang con sus dos hermanos menores, Sang Sapurba hace un pacto sagrado con Demang Lebar Daun, el gobernante nativo de Palembang. El soberano recién instalado descendió luego de la colina de Seguntang a la gran llanura del Río Musi, donde se casó con Wan Sendari, la hija del jefe local, Demang Lebar Daun. Se dice que Sang Sapurba reinó en las tierras de Minangkabau.
Según las leyendas de Visayas, en la década de 1200, hubo un movimiento de resistencia del datus de Srivijaya dirigido contra las potencias invasores de los imperios Hindu Chola y Majapahit. El datus emigró y organizó su movimiento de resistencia en las islas Visayas de Filipinas, que recibieron su nombre por su tierra nativa de Srivijaya. 10 Datus, liderados por el Datu Puti establecieron un estado menor de Srivijaya, llamado Madja-as en las islas Visayas. Este estado grupal libró una guerra contra el imperio Chola y Majapahit y también allanó a China, antes de que finalmente se asimilaran en un imperio español que se expandió a las Filipinas desde México.
En 1324, un príncipe de origen Srivijaya, Sri Maharaja Sang Utama Parameswara Batara Sri Tribuwana (Sang Nila Utama) fundó el antiguo Reino de Singapura (Temasek). La tradición menciona que está relacionado con Sang Sapurba. Mantuvo el control sobre Temasek durante 48 años. Fue reconocido como gobernante de Temasek por un enviado del emperador chino en algún momento alrededor de 1366. Fue sucedido por su hijo Paduka Sri Pekerma Wira Diraja (1372–1386) y su nieto, Paduka Seri Rana Wira Kerma (1386–1399). En 1401, el último gobernante, Paduka Sri Maharaja Parameswara fue expulsado de Temasek por las fuerzas de Majapahit o Ayutthaya. Más tarde se dirigió al norte y fundó el Sultanato de Malaca en 1402.: 245–246  El Sultanato de Malaca sucedió al Imperio Srivijaya como una entidad política malaya en el archipiélago.